# (11780) Thunder Bay
(11780) Thunder Bay ist ein Asteroid des Hauptgürtels, der am 3. Oktober 1942 von der finnischen Astronomin Liisi Oterma in Turku entdeckt wurde.
Der Asteroid wurde am 12. Februar 2017 nach der kanadischen Stadt Thunder Bay benannt.